# غراهام كيلي (سياسي)
غراهام كيلي (بالإنجليزية: Graham Kelly)‏ هو دبلوماسي وسياسي نيوزيلندي، ولد في 9 مايو 1941. نشط حزبياً في حزب العمال النيوزيلندي. وقد انتخب عضو مجلس النواب النيوزيلندي.